# ニコライ・ペトロヴィチ・ロプーヒン＝デミドフ

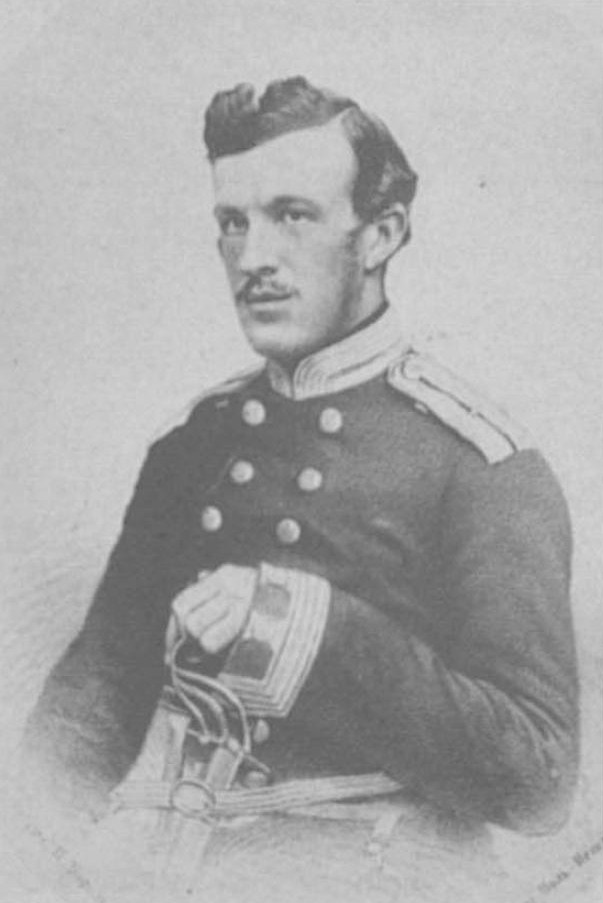
ロプーヒン＝デミドフ公爵、1870年代

ニコライ・ペトロヴィチ・ロプーヒン＝デミドフ（ロシア語: Николай Петрович Лопухин-Демидов}、1836年4月27日 サンクトペテルブルク - 1910年12月18日 コールスニ＝シェウチェーンキウシキー）は、帝政ロシアの貴族、軍人。1876年より公爵。
ピョートル・グリゴリーエヴィチ・デミドフとその妻エリザヴェータ・ニコラエヴナ・ベゾブラソヴァの間の長男として生まれた。1853年より近衛軍騎兵連隊に所属し、1854年少尉に任官。1月蜂起の鎮圧活動に参加し、1870年陸軍大佐に昇進。1877年勃発した露土戦争に従軍し、1880年陸軍少将、1890年陸軍中将となった。
1841年オリガ・ヴァレリアノヴナ・ストルイピナ（1841年 - 1926年）と結婚し、間に4男2女をもうけた。1873年大叔父のパーヴェル・ペトロヴィチ・ロプーヒン公爵が死ぬと、ピョートル1世の皇后エヴドキヤを出した名門ロプーヒン家の家名・爵位・紋章の相続を認められ、1876年より無位の貴族から妻子とともにロプーヒン＝デミドフ公爵に昇格した。